# La Honda
La Honda is een census-designated place in de Amerikaanse staat Californië. Het is gelegen in het zuiden van San Mateo County en het beslaat een gebied van ongeveer elf vierkante kilometer.

## Bekende inwoners
- Neil Young[1]